# Jamesville Reservoir
Jamesville Reservoir – jezioro w Stanach Zjednoczonych, w stanie Nowy Jork, w hrabstwie Onondaga. Przez jezioro przepływa rzeka Butternut Creek. Powierzchnia jeziora wynosi 0,8 km², średnia głębokość wynosi 3 m, maksymalna – 11 m. Lustro wody położone jest 200 m n.p.m.